# Antocha (Antocha) integra
Antocha (Antocha) integra is een tweevleugelige uit de familie steltmuggen (Limoniidae). De soort komt voor in het Palearctisch gebied.